# 許學仁
許學仁（1952年—2023年5月12日），台灣研究戰國文字的專家、國立東華大學中國語文學系教授，被譽為「文字學大師」，專精文字學、訓詁學、辭典編輯學等，長期投入傳統文獻與出土文獻之研究，並擔任中華民國教育部《國語辭典》與《異體字字典》總主編、公視《一字千金》指導專家，退休後獲頒國立東華大學人文社會科學學院榮譽教授。